# Handelskammer Sorau
Die Handelskammer Sorau (offiziell: Handelskammer für die östliche Niederlausitz) war eine Handelskammer mit Sitz in Sorau.

## Geschichte
1862 gründeten Kaufleute und Fabrikanten in Sorau den „Kaufmännischen Verein zu Sorau“. Daraus entstand am 24. November 1871 die Handelskammer für die östliche Niederlausitz. Der Kammerbezirk war zunächst der Kreis Sorau. Später wurde der Kammerbezirk auf die Kreise Guben und Crossen und die Städte Guben und Forst erweitert.
Am 1. Oktober 1924 schlossen sich die Handelskammer Sorau und die Handelskammer Cottbus zur „Industrie- und Handelskammer für die Niederlausitz“ mit Sitz in Cottbus zusammen.

## Persönlichkeiten
- Rudolf Bahn (1837–1913), Vorsitzender seit 1895
- Cuno Jeschke (1833–nach 1893), Mitglied